# Vila Nova do Piauí
Vila Nova do Piauí este un oraș și o municipalitate din statul Piauí (PI), Brazilia.